# ألان سيرفانتيس
ألان سيرفانتيس (بالإسبانية: Alan Cervantes)‏ (17 يناير 1998 بغوادالاخارا في المكسيك - ) هو لاعب كرة قدم مكسيكي في مركز الوسط. لعب مع كلوب ليون.

## روابط خارجية
- ألان سيرفانتيس على موقع قاعدة بيانات كرة القدم.إي يو (الإنجليزية)
- ألان سيرفانتيس على موقع ناشيونال فوتبول تيمز (الإنجليزية)
- ألان سيرفانتيس على موقع Soccerway.com (الإنجليزية)
- ألان سيرفانتيس على موقع عالم كرة القدم.نت (الإنجليزية)